# Gq alfa podjednotka
Gq protein (G,aq, nebo Gq/11) je heterotrimerická podjednotka G proteinu, která aktivuje fosfolipázu C (PLC). PLC  hydrolyzuje fosfatidylinositol 4,5-bisfosfát (PIP2) na  diacyl glycerol (DAG) a inositol trisfosfát (IP3). DAG působí jako druhý posel a aktivuje proteinkinázu C (PKC) a IP3 pomáhá ve fosforylaci některých proteinů. IP3 vede k uvolnění Ca2+ z endoplasmatického retikula a je jedním z důsledků translokace proteinkinázy C z cytoplasmy do buněčné membrány, aktivuje kalcium-dependentní kinázy a ryanodinové receptory ER a vede k amplifikaci kalciového signálu. DAG zase aktivuje proteinkinázu C, která fosforyluje různé cíle.

## Funkce
Gq proteiny jsou třídy G proteinů pro aktivaci fosfolipázy C (PLC), které se účastní různých buněčných signalizačních drah.